# Gęsia Krzywda (Otfinów)
Gęsia Krzywda – część wsi Otfinów w Polsce, położona w województwie małopolskim, w powiecie tarnowskim, w gminie Żabno. 
W latach 1975–1998 Gęsia Krzywda administracyjnie należała do województwa tarnowskiego.